# مغناطيس

خطوط مجال مغناطيسي حول قضيب مغناطيسي

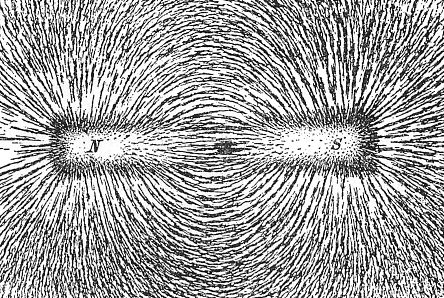
برادة حديد تنتظم على ورقة وتتخذ اتجاه خطوط المجال المغناطيسي

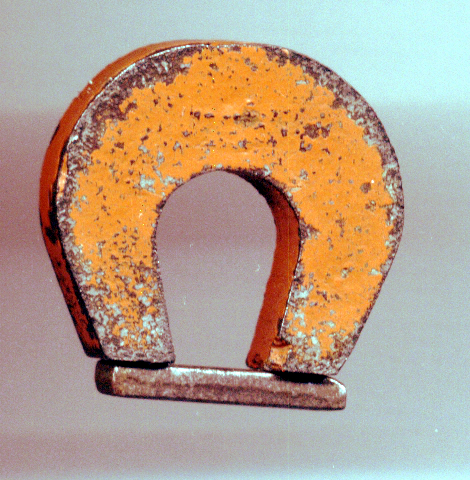
مغناطيس في شكل حدوة الحصان.

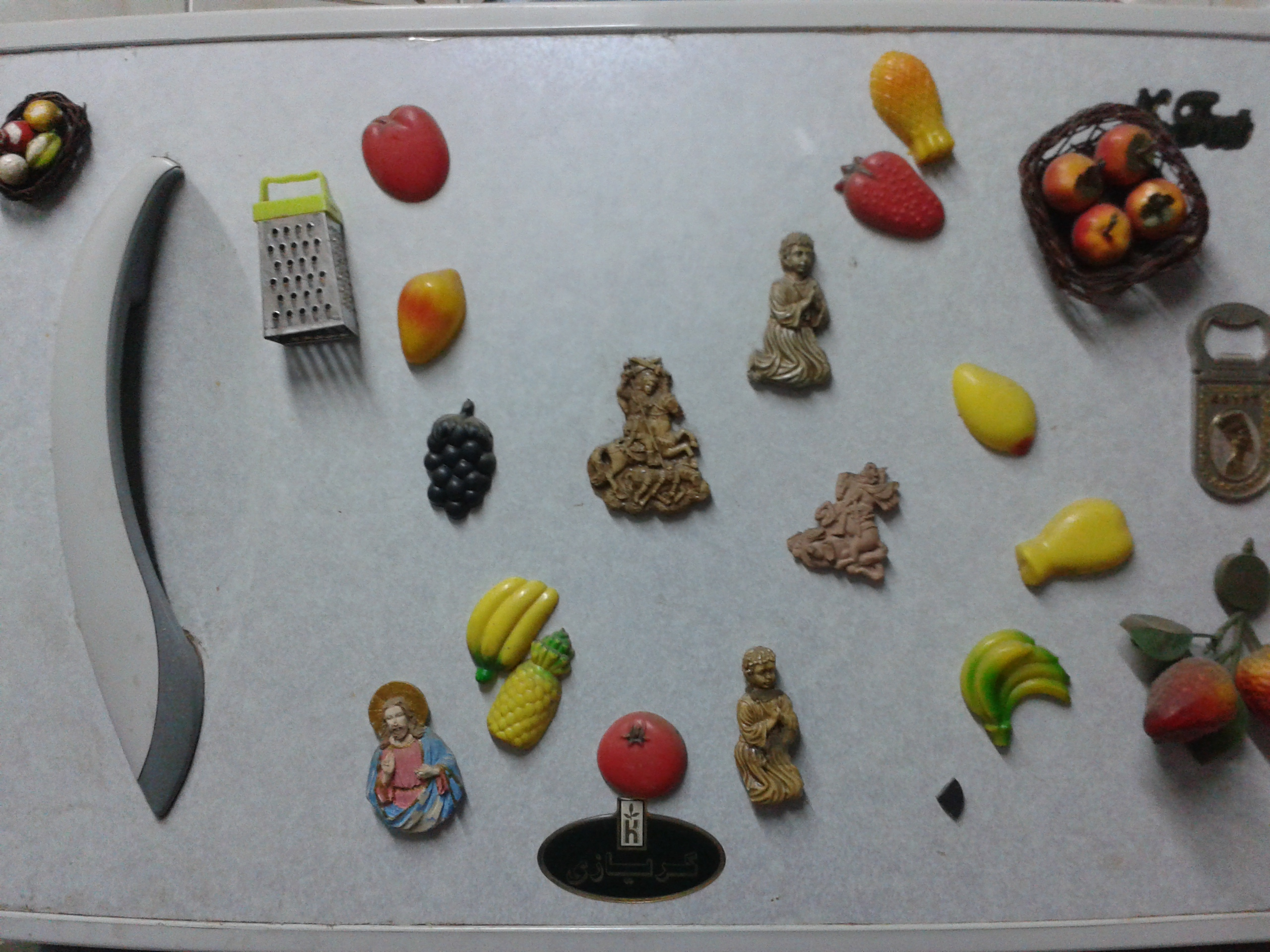
مغناطيس ثلاجة

المغناطيس هو مادة تولّد حقلاً مغناطيسيّاً، وتجذب المواد الممغنطة إليها.

## التاريخ
خصص البيروني في كتابه الجماهر في معرفة الجواهر فصلاً عن المغناطيس، وأشار إلى الصفة المشتركة بين المغناطيس، والعنبر (الكهرباء) وهي جذبهما للأشياء، وبين أن المغناطيس يتفوق على العنبر في هذه الصفة، وأشار البيروني إلى أن أكثر خامات المغناطيس موجودة في بلاد الأناضول وكانت تصنع منها المسامير التي تستخدم في صناعة السفن في تلك البلاد، أما الصينيون فكانوا يصنعون سفنهم بضم وربط ألواح أخشاب الزيتون إلى بعضها بحبال من ألياف النباتات، ذلك أن هناك جبالاً من حجر المغناطيس مغمورة في مياه بحر الصين كانت تنتزع مسامير الحديد من أجسام السفن فتتفكك وتغرق في الماء.

## مواد مغناطيسية
المغناطيس الذاتي هو قطعة من المادة قابلة للمغنطة وينتج بذاته مجالا مغناطيسيا. ومن امثلة تلك المغناطيسات الذاتية المغناطيسات التي نجمل بها أبواب الثلاجة في المنزل أو التي نثبت به أوراقا على لوحات حديدية في المدرسة. وتسمى المواد القابلة للمغنطة، وهي المواد التي تنجذب بشدة أيضا إلى مغناطيس ذاتي، تسمى مواد ذات مغناطيسية حديدية أو ذات فريمغناطيسية. من تلك المواد نجد الحديد والكوبلت والنيكل والفولاذ وبعض السبائك المحتوية على عناصر أرضية نادرة. وبينما المواد ذات المغناطيسية الحديدية (والفريمغناطيسية) هي المواد التي تنجذب بشدة إلى مغناطيس ذاتي وتعتبر مواد مغناطيسية إلا أن المواد الأخرى تتأثر ضعيفا بمجال مغناطيسي بطريقة ما، وتتصف بنوع آخر من صفات المغناطيسية.
وتصنع المغناطيسات الذاتية من مادة مغناطيسية حديدية شديدة «الصلابة» عن طريق معاملتها في مجال مغناطيسي شديد بحيث يوجه حبيباتها البلورية المغناطيسية في اتجاه المجال المغناطيسي الخارجي. ويصعب ضياع مغناطيسيتها بسبب صلادتها (ليست مطاوعة). ومن أجل إزالة مغناطيسية مغناطيس فلا بد من تسليط مجال مغناطيسي عكسي عليه بشدة معينة تعتمد على ما يسمى مقاومة مغناطيسية للمادة. وتتميز المواد المغناطيسية الصلدة بمقاومة مغناطيسية عالية بينما تتصف المواد المطاوعة مغناطيسيا بمقاومة مغناطيسية منخفضة.
- ترجع ظاهرة المغناطيسية في المواد إلى الإلكترون الذي يشكل الأغلفة الذرية للعناصر والذي هو ذاته يعتبر مغناطيسا صغيرا، حيث له عزم مغناطيسي ناتج عن عزمة المغزلي (انظر مغنطون بور).

## خصائص المغناطيس

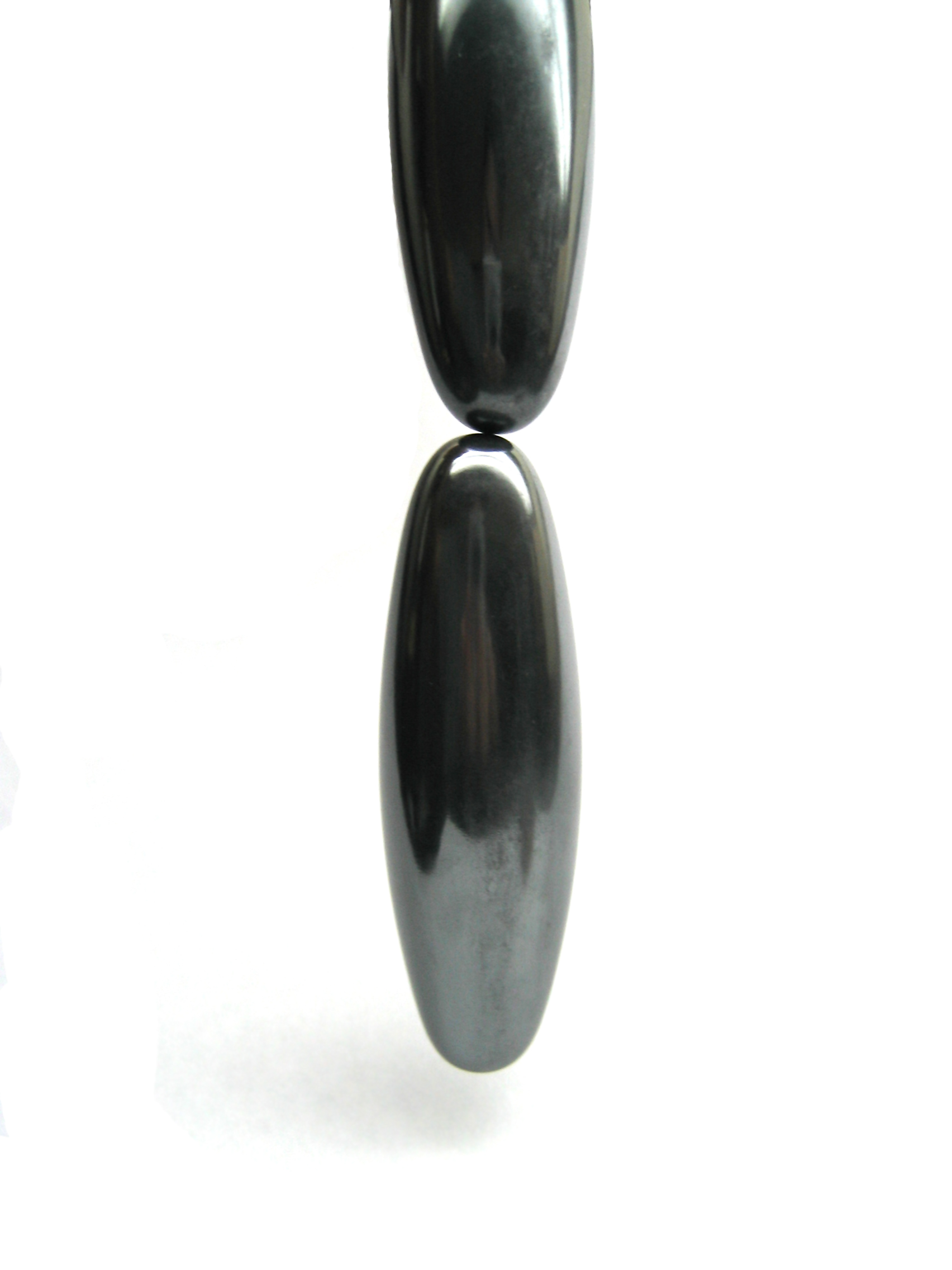
مغناطيس يجذب مغناطيس آخر. تتجاذب الأقطاب المتضادة وتتنافر الأقطاب المتماثلة.

### مجال مغناطيسي
المجال المغناطيسي هو مجال متجه (مجال مغناطيسية الأرض توجه إبرة مغناطيسية). ويتسم المجال المغناطيسي عند أي نقطة بصفتين :
1) اتجاهه ويحدده الاتجاه الذي تتخذه إبرة البوصلة فيه،
2) شدته، ويبينه مدى انصياع الإبرة المغناطيسية لاتخاذ اتجاهه.
وطبقا لنظام الوحدات الدولي تعطى وحدة المجال المغناطيسي بوحدة تسلا.

### عزم مغناطيسي
يسمى العزم المغناطيسي أحيانا عزم ثنائي الأقطاب ويرمز له عادة بالرمز - μ - وهو كمية متجهة وهي تصف الخواص العامة للمغناطيس. وبالنسبة إلى قضيب مغناطيسي فإن اتجاه عزمه المغناطيسي يمر من قطبه الجنوبي إلى قطبه الشمالي. إلى الآخر.

وتعتمد شدته على قوة القطبين وعلى بعد القطبين عن بعضهما البعض.
وتقاس وحدة العزم المغناطيسي بوحدة أمبير.متر مربع، طبقا لنظام الوحدات الدولي.
وينشئ المغناطيس مجاله المغناطيسي حوله كما أنه يتأثر ويتعامل مع مجال مغناطيسي خارجي. ويعتمد قوة المجال المغناطيسي الذي ينتجه عند نقطة معينة على شدة عزمه المغناطيسي. بالإضافة إلى ذلك فعندما يوضع المغناطيس في مجال مغناطيسي خارجي ناتج من مغناطيس آخر أو من مصدر آخر فإنه يتأثر بقوة عزم دوران تحاول توجيهه في اتجاه المجال المغناطيسي الخارجي. ويتناسب عزم الدوران مع العزم المغناطيسي كما يتناسب مع شدة المجال الخارجي.

مجال مغناطيسي ناشئ عن مرور تيار منتظم في ملف سلكي. هذا النظام يعادل مجال القضيب المغناطيسي. (يبين الشكل مقطعا للولب، وتعلم علامات + اتجاه دخول التيار في الصفحة وتميز النقط اتجاه خروج التيار من الصفحة).

وقد يقع المغناطيس تحت تأثير قوة تحرفه إلى اتجاه معين أو آخر بحسب مكانه واتجاهه بالنسبة للمجال الخارجي. فإذا كان المجال المغناطيسي الخارجي منتظما فإن المغناطيس لا يعاني من قوة شد، وإنما يعاني فقط من عزم الدوران. (أي أن إبرة البوصلة تتخذ اتجاه المجال المعناطيسي للأرض، ولا تنتقل الإبرة (أو البوصلة) من مكانها).
وإذا قمنا بتشكيل سلك في هيئة حلقة مساحتها A ومررنا في السلك تيار كهربائي I تولد مجال مغناطيسي في الحلقة، وتصبح الحلقة ذات عزم مغناطيسي مقداره I.A  ويكون عموديا على الحلقة ومارا (بصفة أساسية) بمركزها (كما تُنشيء الحلقة مجالا مغناطيسيا حولها.)
- بدراسة الجسيمات الأولية مثل الإلكترون والبروتون والنيوترون اتضح أن لكل منهم عزما مغناطيسيا. ويختلف العزم المغناطيسي لكل جسيم عن الآخر (انظر مغنطون بور). يرجع العزم المغناطيسي - على سبيل المثال - للإلكترون إلى عزمه المغزلي حيث يدور الإلكترون دائما حول محوره.

### المغناطيسية
تقاس مغناطيسية مادة ممغنطة بقيمة العزم المغناطيسي في المتر المكعب فيها ويرمز لها عادة بالرمز
M، ووحدتها أمبير/متر. والمغناطيسية هي مجال متجه، ويمكن مغنطة مادة مغناطيسية في أماكنها المختلفة باتجاه مختلف للمغناطيسية (مثل الحبيبات المغناطيسية في الحديد). ويعتبر مغناطيس تبلغ عزمه المغناطيسي 0.1 أمبير·متر2 وحجمه 1 سنتيمتر مكعب (1×10−6 متر3) مغناطيسا جيدا، وبذلك تكون شدة مغناطيسيته نحو 100.000 أمبير/متر.
ويتميز الحديد بمغناطيسية عالية حيث يمكن أن تبلغ مغناطيسيته 1.000.000 أمبير/متر. وهذا يفسر لماذا يستخدم الحديد أساسيا في إنتاج حقول مغناطيسية شديدة.
يتلو الحديد في شدة مغناطيسيته الكوبلت والنيكل وتسمى تلك المواد موادَّ ذات مغناطيسية حديدية، ونجد تلك الثلاثة عناصر متجاورة في الجدول الدوري للعناصر، حيث يتشابه فيهم الغلاف الإلكتروني لذراتهم (أعدادهم الذرية 26 و 27 و 28 على التوالي).

## أنواع المغناطيسية
تصنع المغناطيسات من الحديد والكوبلت والنيكل أو من بعض سبائك تلك المواد وتسمى موادَّ ذات مغناطيسية حديدية ومن خصائصها الانجذاب بشدة إلى مغناطيسي ذاتي. أما المواد الأخرى فهي تبين ظاهرة المغناطيسية بطرق مختلفة ومغناطيسيتها ضعيفة بصفة عامة.
تنقسم صفة المغناطيسية (وهي تعتمد على التوزيع الإلكتروني في الذرات) إلى الأصناف الآتية:
- مغناطيسية حديدية
- فريمغناطيسية
- مغناطيسية مسايرة
- مغناطيسية معاكسة
- مغناطيسية حديدية مضادة

## حبيبات المغناطيسية

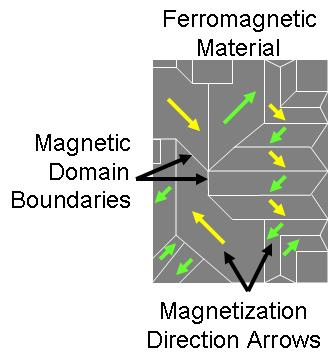
حبيبات مغناطيسية في مادة مغناطيسية حديدية. كل حبيبة مغناطيس ذاتي ولكن توزيعها عشوائيا فلا تظهر مغناطيسيتها.

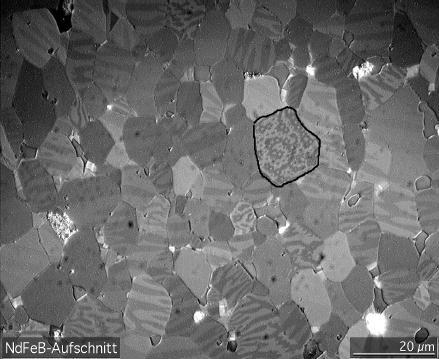
الحبيبات المغناطيسية في سبيكة حديد نيوديم وبور وتتصف بالمغناطيسية الحديدية. (مقطع الحبيبة نحو 10 ميكرومتر).

تتسم المواد المغناطيسية ومن ضمنها المواد الفريمغناطيسية بأن ذراتها نفسها مغناطيسية، وذلك بسبب العزم المغزلي للإكترون الذي يكون مصحوبا بعزم مغناطيسي، أي أن الإلكترون يعتبر مغناطيسا صغيرا. ومن خصائص مواد المغناطيسية الحديدية بالذات، مثل الحديد والكوبلت والنيكل فإن الإلكترونات التي تشغل المدار 3d في ذراتها تأخذ نفس الاتجاه وبذلك تصبح ذرة الحديد وذرة الكوبلت وذرة النيكل ذات عزم مغناطيسي متميز كبير. وتتأثر الذرات المتجاورة في المادة بالمجال المغناطيسي لبعضها البعض، وتتخذ نفس الاتجاه مكونة حبيبة مغناطيسية. بتكوّن «حبيبات» مغناطيسية - تشمل عدة ملايين من الذرات في المادة (يبلغ مقطع الحبيبة نحو 10 ميكرومتر، انظر الصورة) - ولكن اتجاه مغناطيسية الحبيبات يكون موزعا عشوائيا بحيث تكون محصلتها المغناطيسية صفرا. وعند وضعها في مجال مغناطيسي فإن تلك الحبيبات تميل إلى اتخاذ اتجاه المجال المغناطيسي الخارجي فتزيد مغناطيسية العينة. وبزيادة شدة المجال المغناطيسي الخارجي تزداد عدد الحبيبات التي توجه نفسها في اتجاه المجال الخارجي وتزيد مغناطيسية العينة. فإذا زادت شدة المجال المغناطيسي المطبق عليها من الخارج زيادة كبيرة، نجد أن مغناطيسية المادة تصل إلى حد التشبع المغناطيسي  حيث تكون جميع مغناطيسيات الحبيبات قد اتخذت اتجاها موازيا للمجال المغناطيسي الخارجي. والحد الأعلى للتشبع المغناطيسي هو من خواص بعض المواد ويختلف من مادة لمادة (ويختلف أيضا للحديد والكوبلت والنيكل).
عند وصول المادة المغناطيسية الحديدية إلى حد التشبع يستمر تزايد المغناطيسية فيها ضعيفا عن طريق المغناطيسية المسايرة ولكن هذه أضعف نحو 1000 مرة من المغناطيسية الحديدية.

## مغناطيس كهربائي
أبسط أنواع المغناطيس الكهربائي يتكون من ملف سلكي يمر فيه تيار كهربائي فيتولد وتتركز بداخله وحوله مجال مغناطيسي وتكون خطوط المجال المغناطيسي مشابهة لخطوط المجال المغناطيسي لقضيب مغناطيسي. ويتحدد اتجاه المغناطيسية في الملف طبقا لقاعدة اليد اليمنى.وتتناسب شدة المجال المغناطيسي المتولد تناسبا طرديا مع عدد لفات الملف ومع مساحة الحلقة الملف ومع شدة التيار الكهربائي المار في الملف.
فإذا وضع في الملف أسطوانة من مادة ليست مغناطيسية (مثل أسطوانة من الورق أو الكرتون) فيتولد فيها مجال مغناطيسي ضعيف.
أما إذا وضع في داخل اللولب مادة مغناطيسية حديدية مثل قضيب من الحديد أو عدة مسامير حديدية عندئذ تزداد شدة المجال المغناطيسي المتولد ويمكن أن تصل تزداد ألف مرة عن شدة مجال الملف الفارغ.
وتستخدم المغناطيسات الكهربائية في معجلات الجسيمات وفي المولدات الكهربائية وأجهزة تصوير بالرنين المغناطيسي وكذلك في المجهر الإلكتروني.

## تطبيقات المغناطيس
يعتبر المغناطيس من أهم المواد الموجودة لنا في عصرنا الحالي وهو من أهم الاختراعات التي ظهرت في مجال الفيزياء فمنذ بداية اكتشاف حجر المغناطيس في مدينة مغنيسيا في تركيا والفكر البشري يحاول أن يجد استخدامات واستعمالات لهذا الحجر الجاذب للمعادن فمع بداية التطور صنع واخترع المغناطيس الصناعي كما نراه اليوم وتم الاستفادة منه بشكل مذهل ومدهش خاصة في مجال المواصلات (القطارات الكهربائية السريعة والحافلات الكهربائية) وتخزين المعلومات في الحاسوب وأجهزة تسجيل الصورة وتسجيل الصوت مثل القرص الصلب والكاسيت وغيرها في الأجهزة التي يستخدمها الفيزيائيون في تجاربهم مثل معجلات الجسيمات، مثل مصادم الهدرونات الكبير وفيرميلاب.

### استخدامات المغناطيس

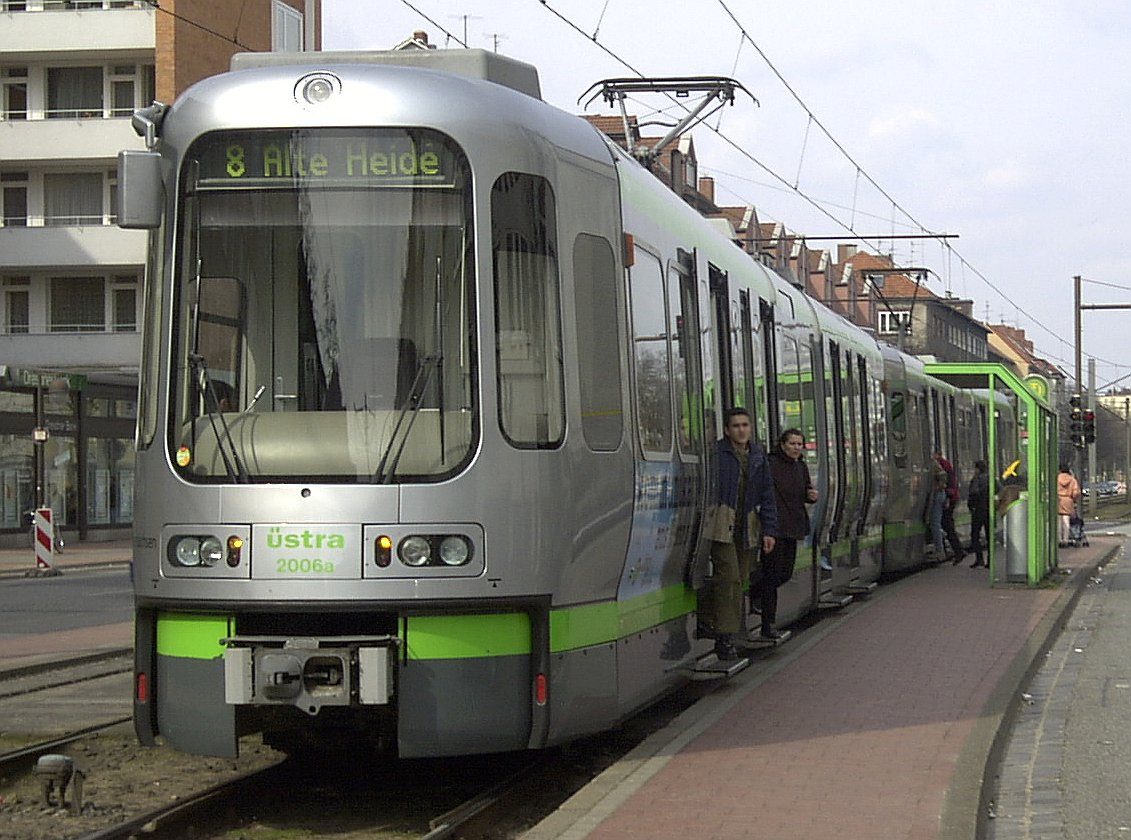
عربة كهربائية (Tram)تسير على قضبان

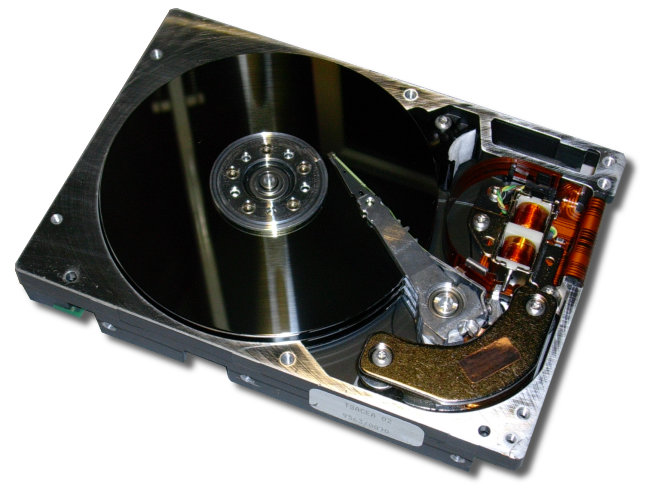
قرص صلب مفتوح يبين بعض الأجزاء الداخلية فيه، رأس القراءة مغناطيسي.

1. توليد التيار الكهربائي ويعتبر هذا الاستخدام أهم استخدام للمغناطيس في عصرنا الحالي لكونه ينتج مصدر للطاقة الأهم للعالم وطريقة توليد المغناطيس للكهرباء اكتشفت على اليد العالم فاراداي حيث قام بتدوير مغناطيس ذو قطبين حول ملف فيقوم المغناطيس بتوليد مجال مغناطيسي فيتحول إلى تيار كهربائي يسير في السلك وهذه العملية هي عكس عملية إنتاج الطاقة الحركية من خلال تمرير تيار كهربائي حول مغناطيس لتوليد مجال مغناطيسي معاكس للمغناطيس ليقوم بتدويره
2. القطارات المغناطيسية ويعتبر هذا الاستخدام من عجائب الفيزياء التي كان يحلم بها الكثير من المخترعين والفيزيائيين وهو جعل جسم ضخم كالقطار يطفو فوق الهواء ولكن المغناطيس ليس العامل الوحيد في هذه العملية بل تستخدم مواد فائقة التوصيل للتيار الكهربائي لا تكون أي مقاومة للتيار الكهربائي ولكي تكون مقاومة هذه المواد للتيار الكهربائي صفر لابد من تخفيض درجة حرارتها إلى نسب منخفضة جدا ومع جميع المحاولات من المخترعين في عصرنا الحاضر إلا أن أكبر درجة حرارة يسهل توفيرها تقوم بها المواد الفائقة التوصيل بوظيفتها هي 70 كلفن تقريبا ولكي نصل إلى هذه الدرجة لابد من غمر المواد الفائقة التوصيل بالنيتروجين السائل والذي يعد متوفر بشكل كبير ذو تكلفة معقولة نسبيا حسب تكلفة غيره من المواد مثل الهيليوم السائل والذي يعتبر مكلف جدا وعندما تنخفض درجة حرارة تلك المواد تقوم بعكس المجال المغناطيسي القادم من قطب المغناطيس إلى قطبة الآخر بحيث يكون المغناطيس معلقاً وطافيا في الهواء بنفس الوقت ومن ثم يطفو القطار في الهواء ويتحرك بسرعة عالية جدا لعدم وجود احتكاك بين القطار والسكة
3. استخدامات طبية ويستخدم المغناطيس بكثرة في هذا المجال ومن أهم استعمالاته في هذا المجال هو جهاز الرنين المغناطيسي والذي يعد ثورة في مجال الطب ويعد من أهم الابتكارات المساعدة لعلم الطب في كشف الأورام والأمراض وغيرها من الأجسام المضرة في البدن.
4. في أجهزة التسجيل المنزلية، مثل الحاسوب وأجهزة الأقراص المرنة والأقراص الصلبة والكاسيت ومكبرات الصوت الكهربائية .

### مواضيع ذات علاقة
- قابلية مغناطيسية
- تشبع مغناطيسي
- مغناطيسية أرضية
- مغناطيسية حديدية
- مغناطيسية مسايرة
- مغناطيسية معاكسة
- فريمغناطيسية
- فريت (مغناطيسية)
- قانون كوري
- أورستد
- جيلبرت (وحدة)